# Cardita borealis
Cardita borealis är en musselart. Cardita borealis ingår i släktet Cardita och familjen Carditidae. Inga underarter finns listade i Catalogue of Life.